# Klasztor świętych Symeona i Anny w Jerozolimie
Klasztor świętych Symeona i Anny w Jerozolimie, także Dom Symeona i Anny – franciszkański dom zakonny należący do Kustodii Ziemi Świętej na terenie Nowego Miasta, siedziba Wikariatu św. Jakuba dla wiernych języka hebrajskiego i rosyjskiego Patriarchatu łacińskiego.

## Historia
Pierwotnie budynek wzniesiony został z przeznaczeniem na konsulat włoski. Przekazany Kustodii Ziemi Świętej, która w 2000 roku ustanowiła w nim dom zakonny. W budynku otwarto kaplicę dedykowaną świętym Symeonowi i Annie, którą udostępniono wspólnocie katolików języka hebrajskiego. W latach 90. XX wieku wspólnota ta gromadziła się w kaplicy publicznej w Terra Sancta College w Jerozolimie. Grupą opiekował się w tym czasie o. Pierbattista Pizzaballa OFM. Od roku 2011 klasztor jest siedzibą katolickiego Wikariatu dla wiernych języka hebrajskiego i rosyjskiego, obejmującego wspólnoty z Jerozolimy, Hajfy, Beer Szewy i Tel Awiwu-Jafy. Wikariuszem patriarchalnym rezydującym w klasztorze jest ks. Rafic Nahra (2018).
W 2007 klasztor i duszpasterstwo katolików języka hebrajskiego odwiedził jako koadiutor patriarchy łacińskiego Jerozolimy abp Fouad Twal. W kaplicy Domu Symeona i Anny swą pierwszą mszę św. odprawioną w języku hebrajskim jako urzędujący łaciński patriarcha Jerozolimy sprawował 1 czerwca 2008 abp Michel Sabbah.